# Moumouni Adamou Djermakoye
Moumouni Adamou Djermakoye (22. května 1939 – 14. června 2009) byl nigerský politik a předseda Nigerské aliance pro demokracii a pokrok (ANDP). Ve vládě Seyniho Kountchého zastával funkci ministra a následně v letech 1988 až 1991 působil jako velvyslanec Nigeru v USA. V letech 1993 až 1994 zastával funkci předsedy Národního shromáždění za stranu ANDP. Během čtyř prezidentských voleb byl kandidátem ANDP na funkci prezidenta, ale ani jednou neuspěl. Od roku 1999 do roku 2009 byl poslancem Národního shromáždění.

## Kariéra

### Ministr a velvyslanec (1974–1991)
Djermakoye se jako mladý důstojník podílel na převratu Seyniho Kountchého, který v roce 1974 svrhl prezidenta Hamaniho Dioriho. Po převratu působil jako ministr zahraničních věcí a spolupráce. Tuto funkci zastával od 22. dubna 1974 do 10. září 1979. Později byl jmenován ministrem pro mládež, sport a kulturu. Tuto pozici zastával až do svého jmenování ministrem veřejného zdravotnictví a sociálních věcí 31. srpna 1981. Ministrem byl do 24. ledna 1983. V květnu 1988 byl jmenován velvyslancem v USA a stálým zástupcem při OSN. Velvyslancem zůstal do poloviny roku 1991.

### MNDS a založení ANDP (1991–1996)
V roce 1991 byl Djermakoye poražen při volbě předsedy Národního hnutí pro rozvoj společnosti (MNDS). Za předsedu byl zvolen Mamadou Tandja. Tento spor v rámci strany byl poznamenán otázkou etnického původu. Djermakoye patřil k Džermům, kteří byli dominantní etnickou skupinou ve straně. Po své porážce založil Klub přátel Moumouniho Adamoua Djermokoye (CAMAD), která se později stala Nigerskou aliancí pro demokracii a pokrok.
V únoru 1993 kandidoval za ANDP na funkci prezidenta během prezidentských voleb a se ziskem 15,24 % hlasů se umístil na čtvrtém místě. V rámci koalice Aliance sil změny podpořil Djermakoye ve druhém kole kandidáta Demokratické a sociální konvence (CDS) Mahamaneho Ousmaneho, který ve druhém kole voleb porazil Tandju kandidujícího za MNSD. Během parlamentních voleb konaných v témže roce získala ANDP 11 z 83 křesel v Národním shromáždění. Strana si vedla dobře především mezi voliči z etnické skupiny Džermů. Do Národního shromáždění byl zvolen i Djermakoye jako kandidát ANDP ve volebním obvodu Dosso.
Dne 13. dubna 1993 byl Djermakoye zvolen předsedou Národního shromáždění. Proti hlasování, během něhož byl Djermakoye zvolen předsedou, se postavila MNSD, která jej označila za protiústavní a odmítla se ho účastnit. Na žádost opozice Nejvyšší soud 23. dubna 1993 jeho zvolení za předsedu Národního shromáždění zrušil, ale v květnu téhož roku byl do této funkce opět zvolen. Předsedou zůstal do října 1994, kdy bylo Národní shromáždění rozpuštěno před novými parlamentními volbami.

### Maïnassarův režim (1996–1999)
Po vojenském puči v roce 1996 se v červenci téhož roku konaly prezidentské volby. V nich Djermakoye obsadil se ziskem 4,77 % hlasů páté misto. Ve volbách byl již v prvním kole zvolen vůdce puče Ibrahim Baré Maïnassara. Hned následujícího dne po volbách byl Djermakoye spolu s dalšími třemi opozičními kandidáty uvržen do domácího vězení, ve kterém zůstal po dobu dvou týdnů. Po Maïnassarově vítězství jej Djermakoye i ANDP podpořili. Dne 28. dubna 1998 ANDP oznámila, že ukončila svou podporu strany Shromáždění pro demokracii a pokrok.
Po dalším státním převratu v dubnu 1999 se Djermakoye stal předsedou Národní poradní rady během přechodného období před novými volbami. V srpnu 1999 byl Djermakoye opět vybrán za kandidáta ANDP do prezidentských voleb, které se konaly v říjnu 1999. Djermakoye v nich získal 7,73 % hlasů a skončil pátý. Dne 4. listopadu 1999 oznámil svou podporu kandidátovi Nigerské strany pro demokracii a socialismus (PNDS) Mahamadou Issoufouovi. Ten byl však ve druhém kole voleb poražen kandidátem MNDS Tandjou. Během parlamentních voleb byl Djermakoye zvolen do Národního shromáždění a stal se tak jedním ze čtyř kandidátů ANDP, kteří ve volbách uspěli.

### Pátá republika (1999–2009)
V červenci 2002 se ANDP připojila k Alianci demokratických sil, kterou vedla MNSD. Aliance demokratických sil v té době byla vládnoucí koalicí. Dne 8. listopadu byl Djermakoye jmenován Státním ministrem pro africkou integraci a nová partnerství pro africké rozvojové programy. V této funkci působil až do své rezignace v listopadu 2004. Z funkce odstoupil, aby mohl kandidovat v prezidentských volbách v roce 2004. Dne 19. září 2004 byl Djermakoye znovu vybrán za kandidáta ANDP na prezidenta. Ve volbách získal 6,07 % hlasů a obsadil páté místo. V parlamentních volbách byl znovu zvolen do Národního shromáždění za volební obvod Dosso.
V reakci na kontroverzní snahy prezidenta Tandji vyhlásit referendum o úpravě ústavy, aby bylo prodlouženo jeho funkční prezidentské období, vyjádřil Djermakoye s jeho snahami nesouhlas. Poté, co ústavní soud 25. května 2009 plánované referendum zrušil, Tandja ihned 26. května rozpustil Národní shromáždění. Podle pozorovatelů tak odvrátil možnost, aby byl souzen pro velezradu. Na shromáždění konaném 14. června 2009 v Niamey na protest proti návrhu uspořádat referendum Djermakoye krátce před svým proslovem k demonstrantům zkolaboval. Djermakoye, kterého již dříve trápily srdeční potíže, zemřel ještě toho dne v nemocnici. Oficiální obřad a vojenské pocty se v Niamey konala 15. června 2009. Tohoto obřadu se zúčastnil i prezident Tandja. Ještě téhož dne byl Djermakoye pohřben v Dosso, za účasti mnoha truchlících.

## Vyznamenání
V roce 2004 obdržel Moumoni Djermakoye velkokříž Řádu za zásluhy. Byl také komturem Národního řádu Nigeru. Ze zahraničních vyznamenání byl komturem Řádu čestné legie a příjemcem velkého záslužného kříže Záslužného řádu Spolkové republiky Německo. Obdržel i národní řády z Toga, Guineje, Mali, Jižní Koreje a Saúdské Arábie. V roce 1990 mu byla udělena African Leadership Award jakožto "nejlepšímu africkému velvyslanci v USA"..

## Jeho odkaz
V roce 2011 po něm bylo pojmenováno náměstí, na kterém v roce 2009 utrpěl smrtelný infarkt. Od té doby nese název Place Moumoni Adamou Djermakoye. Vedení ANDP převzal v červnu 2010 jeho mladší bratr Moussa Moumouni Djermakoye. V červnu 2009 byla založena Fondation Moumoni Adamou Djermakoye, jejíž předsedkyní se stala jedna z jeho dcer, Kadija Moumoni Adamou Djermakoye. Cílem nadace je podporovat a šířit myšlenku konsensu, míru a národní jednoty.